# Tourisme dans le Vieux-Québec
 (février 2019).

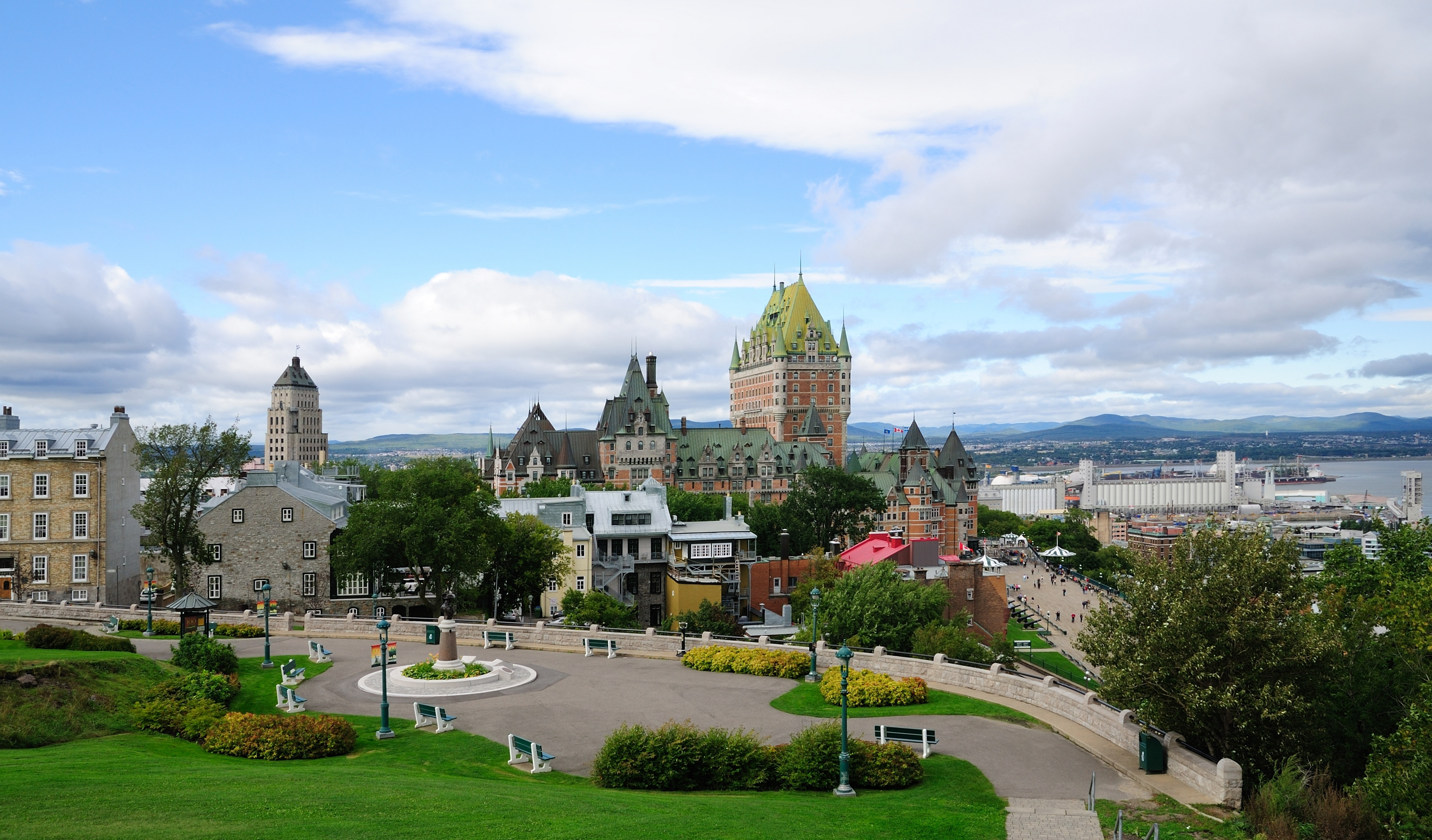
Le Vieux-Québec vu de la citadelle

Le tourisme dans le Vieux-Québec est l’une des activités économiques les plus populaires dans la région. Ce quartier historique est classé comme « joyau du patrimoine mondial » par l'UNESCO depuis 1985.
Les touristes peuvent visiter les Fortifications de Québec et la Citadelle de Québec, constituant les deux principaux ouvrages défensifs de la ville. Le quartier du Vieux-Québec accueille également plusieurs musées.

## Situation géographique
La région administrative de Québec est définie par deux régions touristiques : Québec et Chaudière-Appalaches. La ville de Québec est la capitale nationale du Québec, celle-ci compte six arrondissements : La Cité-Limoilou, Les Rivières, Sainte-Foy–Sillery–Cap-Rouge, Charlesbourg, Beauport et La Haute-Saint-Charles. Le quartier Vieux-Québec se situe dans l'arrondissement de la Cité-Limoilou et s'étend sur 135 hectares.
La région touristique du Québec est divisée en quatre secteurs : la capitale (ville de Québec), Port neuf, Côte de Beaupré et l'Île d'Orléans. Dans la capitale il y a la Haute-Ville et la Basse-Ville. C'est dans la Basse-Ville que se retrouve le Vieux-Québec qui est le secteur le plus ancien de toute la région.
La Basse-Ville est un centre historique tout près du Cap-Diamant. Elle a été restaurée afin de préserver le cachet originaire d'autrefois, celui de la France. Ce secteur historique connut sa première habitation, construite par Samuel de Champlain, en 1608.

## Histoire du tourisme
Le tourisme dans le Vieux-Québec peut remonter aussi loin que lors de sa fondation par Samuel de Champlain en 1608, lors de l'arrivée de plusieurs colons français. Champlain installa sa première habitation aux abords du fleuve Saint-Laurent, au début du XVIIe siècle. Les autres résidents de la Nouvelle-France se sont installés également le long du fleuve. Par contre, certains colons ont suivi les institutions militaires et religieuses et se sont battis plus loin sur les terres et donc plus éloigné du fleuve, dans la Haute-Ville actuelle. Alors, la rive (maintenant connue sous le nom de Basse-Ville) est devenue essentiellement résidentielle et commerciale.
C'est dans les années 1820, alors que la ville de Québec était le principal port de mer du Canada, que les Britanniques ont construit la citadelle. Cinquante ans plus tard, Lord Dufferin (gouverneur général) pose les premiers gestes de conservation du patrimoine urbain. Celui-ci empêcha les fonctionnaires municipaux de raser les murs et les vestiges de l'époque où Québec était une ville de garnison. Pour souligner sa contribution pour la ville de Québec, Lord Dufferin pose la pierre angulaire de la terrasse Dufferin, également un attrait touristique du Vieux-Québec.
De nos jours, environ la moitié des édifices de l'arrondissement histoire du Vieux-Québec ont été construits avant 1850. La construction de certains édifices remonte à l'époque de la Nouvelle-France et même de sa fondation par Samuel de Champlain.
Le tourisme dans le Vieux-Québec est aussi vieux que la ville elle-même. Celle-ci accueille des millions de touristes par an et ce depuis le XVIIe siècle. Au début, les gens venaient habituellement dans le Vieux-Québec à cause du port qui menait à une multitude de commerces importants à l'époque. Au fil des années, les gens venaient davantage pour son cachet historique et ses vestiges.
Le Vieux-Québec est classé comme « joyau du patrimoine mondial » par l'Organisation des Nations unies pour l'éducation, la science et la culture (UNESCO) le 3 décembre 1985,. Le National Geographic Traveler classe en 2004 le Vieux-Québec au 6e rang parmi les 115 destinations touristiques évaluées de par le monde.

## Principaux lieux touristiques
Le Vieux-Québec compte plusieurs lieux touristiques, ainsi que des services de calèche.
Le funiculaire du Vieux-Québec, qui permet une liaison directe entre la terrasse Dufferin, le quartier Petit-Champlain, la Place-Royale et le Vieux-Port, offre une vue panoramique du fleuve Saint-Laurent.
Le Musée de la civilisation, situé à proximité de la Place-Royale, est le site fondateur de l'Amérique française. Ce musée présente la plus importante collection ethnographique et historique du Québec.[réf. nécessaire]
La Citadelle de Québec est la plus importante des fortifications construites au Canada sous le régime anglais. Quant à elles, les Fortifications de Québec sont érigées sous les régimes français et anglais afin de protéger la ville ; elles témoignent de l'évolution défensive de Québec du XVIIe au XIXe siècle. Le Vieux-Québec est la seule ville d'Amérique du Nord dont les fortifications existent toujours.
La Basilique-cathédrale Notre-Dame de Québec.
La Place Royale, berceau de l'Amérique française, accueille chaque année des milliers de visiteurs[réf. nécessaire]. Certains de ses bâtiments font partie du complexe culturel du Musée de la civilisation, responsable de l'animation et de l'interprétation du site.

## Festivals et événements
Plusieurs festivals animent les rues historiques de l'arrondissement.
- Les Fêtes de la Nouvelle-France SAQ : offrant un voyage dans le temps, aux XVIIe et XVIIIe siècles, sous le régime français.
- Red Bull Crashed Ice : à de multiples reprises, le Red Bull Crashed Ice a eu lieu dans le centre-ville de la capitale. Cet événement sportif international allie ski de descente, hockey et boardercross.
- Festival d'été de Québec : événements artistiques au Canada qui présente plus de 300 spectacles extérieurs et 1 000 artistes en 11 jours.
- Festival international de musiques militaires de Québec : c'est un festival qui dans se déroule dans la ville de Québec. Il présente des formations orchestrales militaires du Canada et d'ailleurs.
- Festival du Cinéma de la Ville de Québec : offre chaque année une large sélection de films québécois et internationaux, diffusés dans plusieurs endroits de la ville de Québec.

## Routes et circuits touristiques
- La Route de la Nouvelle-France: cette route suit principalement la route 360 et relie le Vieux-Québec à Cap-Tourmente, au Nord-Est de la capitale sur 57 km. La route de la Nouvelle-France est accessible à vélo grâce à la Route Verte qui relie Québec au parc-de-la-chute-Montmorency sur une dizaine de kilomètres.
- Le Chemin du Roy: Cette route emprunte la 138 au long du fleuve Saint-Laurent sur 260 km, elle relie Repentigny (Lanaudière) jusqu'aux portes du Vieux-Québec. Le Chemin du Roy passe dans les régions de Lanaudière, la Mauricie et la région de Québec.

## Statistiques
Les statistiques suivantes ont été comptabilisées à partir de l'été 2005 jusqu'au mois de novembre de la même année par la Division de la gestion du territoire de la Ville de Québec. 901 répondants résidents de la ville de Québec ont répondu au questionnaire :
- 2 000 000 touristes visitent le Vieux‐Québec par année, la majorité pour son cachet historique et 46,5 % pour y magasiner.
- 59,8 % des visiteurs viennent du Québec, 15,7 % du Canada, 12,7 % des États‐Unis, et 11,8 % d’ailleurs.
- En 2005, 52 établissements d’hôtellerie illégale ont été recensés.